# Argyresthia andereggiella
Argyresthia andereggiella is een vlinder uit de familie van de pedaalmotten (Argyresthiidae). De wetenschappelijke naam van de soort werd in 1838 gepubliceerd door Philogène Auguste Joseph Duponchel.